# Nigel Glockler
Nigel Glockler (Hove, 24 gennaio 1953) è un batterista britannico, noto per il suo lavoro con i Saxon.

## Biografia
La sua prima esperienza musicale fu con il gruppo di Toyah Willcox. Quando nel 1981, il batterista dei Saxon Pete Gill ebbe problemi ad una mano, Glockler, in quanto vecchio amico del gruppo, venne chiamato a sostituirlo divenendo, essendo dell'East Sussex, il primo membro non nato nello Yorkshire. Egli lasciò il gruppo nel 1987 per unirsi al supergruppo GTR, ma ritornò già l'anno seguente.

Quando nel 1995 lo storico chitarrista Graham Oliver lasciò il gruppo, Glockler propose di sostituirlo con il proprio vicino di casa, Doug Scarrat, che è tuttora nel gruppo.
Abbandonò nuovamente i Saxon nel 1998 a causa di problemi di salute e venne sostituito dal batterista tedesco Fritz Randow. Nei primi anni del nuovo secolo pubblicò un disco solista con l'ausilio di Scarrat, intitolato Mad Men and English Dogs.

Dopo che Jörg Michael decise di ritornare negli Stratovarius, Glockler si riunì nuovamente ai Saxon nel 2005.
Al di fuori dei Saxon vanta un buon numero di collaborazioni: con gli Asia, Dennis Stratton e Paul Di'Anno; inoltre nel 1990 assieme ai compagni di gruppo Biff Byford e Nibbs Carter partecipò ad un album celebrativo per i dieci anni della New Wave of British Heavy Metal intitolato All Stars, suonando nelle canzoni Change Of Heart e The Answer Is You.

Il suo stile si contraddistingue per grande potenza, buona tecnica e (specie in Power & the Glory e Crusader) grande dinamismo (molto personali le sue rullate sui tom-tom), che lo differenziarono molto dal suo predecessore Pete Gill, assai più morbido nel tocco e più dedito all'accompagnamento.

## Discografia parziale

### Toyah
- 1981 - Anthem

### Saxon
- 1982 - The Eagle Has Landed
- 1983 - Power & the Glory
- 1984 - Crusader
- 1985 - Innocence Is No Excuse
- 1986 - Rock the Nations
- 1989 - Rock 'n' Roll Gypsies
- 1990 - Greatest Hits Live
- 1990 - Solid Ball of Rock
- 1992 - Forever Free
- 1995 - Dogs of War
- 1996 - The Eagle Has Landed Part II
- 1997 - Unleash the Beast
- 1999 - BBC Sessions
- 2006 - The Eagle Has Landed III
- 2007 - The Inner Sanctum
- 2009 - Into the Labyrinth
- 2012 - Heavy Metal Thunder - Live - Eagles over Wacken
- 2013 - Sacrifice
- 2015 - Battering Ram
- 2018 - Thunderbolt

### Nigel Glockler & Doug Scarrat
- 2001 - Mad Men and English Dogs

## Collaborazioni

### Autori vari
- 1990 - All Stars

### Asia
- 1992 - Aqua
- 1996 - Archiva Vol. 1
- 1996 - Archiva Vol. 2

### Paul Di Anno & Dennis Stratton
- 1995 - The Original Iron Men
- 1996 - The Original Iron Men 2

### Paul Di Anno
- 1997 - The World's First Iron Man
- 1999 - The Masters